# Eduard Ellmann-Eelma
Eduard Ellmann-Eelma (7 avril 1902 à Saint-Pétersbourg – 16 novembre 1941 à Kirov) est un footballeur estonien des années 1920 et 1930.

## Biographie
En tant qu'avant centre, Eduard Ellmann-Eelma est international estonien à 58 reprises (1921-1935) pour 21 buts inscrits.
Sa première sélection est honorée le 23 juillet 1921, en amical contre la Suède (score : 0-0 à Tallinn). Il inscrit son premier but en équipe nationale le 24 juin 1923, en amical contre la Lituanie. Son équipe l'emporte sur le large score de 0-5 à Kaunas.
Il participe aux jeux olympiques de 1924, où il est titulaire contre les États-Unis. L'Estonie est éliminée dès le tour préliminaire.
Le 15 août 1929, il inscrit son premier doublé avec l'Estonie, contre la Lituanie. Ce match gagné 5-2 à Riga entre dans le cadre de la Coupe Baltique. Par la suite, le 5 septembre 1933, il marque son premier triplé avec l'Estonie, à nouveau contre la Lituanie, permettant à son équipe de l'emporter sur le large score de 0-5 à Kaunas.
En 1929-1930, il officie à trois reprises comme capitaine de la sélection. Il reçoit sa dernière sélection le 22 août 1935, contre la Lettonie, lors de la Coupe baltique. Il inscrit un dernier but à cette occasion (score final : 1-1).
Il joue dans trois clubs, le Tallinna Kalev, puis le Tallinna JK, et enfin l'Estonia Tallinn, remportant quatre fois le championnat estonien.
Eduard Ellmann-Eelma meurt en 1941, dans un goulag en Sibérie, victime de la répression de l'URSS.

## Palmarès
- Championnat d'Estonie
  - Champion en 1923, 1926, 1928, 1934 et 1935
- Coupe baltique
  - Vainqueur en 1929 et en 1931